# Heiko Hell
Heiko Hell (n. 5 mai 1980, Pinneberg, Republica Federală Germania, Germania) este un fost înotător german, specializat în stilul liber. A evoluat pentru echipa națională de înot a Germaniei în prima jumătate a anilor 2000, fiind multiplu câștigător și medaliat al campionatelor naționale și participant la două ediții ale Jocurilor Olimpice de vară.

## Biografie
Heiko Hell s-a născut la data de 5 mai 1980 în Pinneberg, Schleswig-Holstein. A copilărit în comuna Säster.
S-a antrenat ca înotător sub îndrumarea antrenorului Dirk Lange.
Pentru prima dată s-a remarcat pe plan internațional în sezonul anului 2000, când s-a alăturat echipei naționale a Germaniei și datorită unei serii de performanțe reușite a primit dreptul de a apăra onoarea țării la Jocurile Olimpice de vară de la Sydney. A participat la trei discipline: proba de 400 metri stil liber, unde cu rezultatul 3:40,80 a ocupat locul nouă la general și nu s-a calificat în finală; la proba de 1.500 metri stil liber a ajuns în finală unde a terminat pe locul opt cu timpul de 15:19,87; iar la ștafeta 4x200 metri stil liber împreună cu conaționalii săi a ocupat locul șase, dar a luat startul doar în calificările preliminare.
După Olimpiada de la Sydney a rămas în echipa de înot a Germaniei pentru încă un ciclu olimpic și a continuat să participe la competiții internaționale importante. Astfel, în anul 2001, a participat la Campionatul Mondial de la Fukuoka, la probele de 400 și 800 metri stil liber.
În anul 2002 a participat la Campionatul European de la Berlin, la probele de 400 și 1500 metri.
În anul 2004, la calificările pentru Jocurile Olimpice a întrecut toți concurenții la proba de 400 metri stil liber, inclusiv pe coechipierul său Christian Hein, atingând standardul de calificare olimpică (3:51,48). La Jocurile Olimpice de la Atena, la aceeași disciplină, de această dată a ocupat doar locul 18, terminând cu timpul 3:52,06, dar la ștafeta 4x200 stil liber, din nou a ocupat locul șase.
Pe parcursul carierei sale sportive Heiko Hell de nouă ori a devenit campionul Germaniei la înot, la probele de 400, 800, și 1500 metri stil liber.
În anul 2009 a absolvit Universitatea din Kiel și ulterior a lucrat ca dentist în Moorrege.